# Janina Mokrzycka
Janina Mokrzycka (1911–2006 Toronto) byla polská umělkyně a fotografka, členka varšavského obvodu Svazu polských uměleckých fotografů a předsedkyně správní rady ZPAF.

## Životopis
Janina Mokrzycka byla dcerou Henryka Schabenbecka (1886–1939) – polského fotografa působícího (v meziválečném období) v Zakopaném. Po absolutoriu (Institut grafiky ve Vídni 1932–1935) žila v Katovicích, kde od roku 1936 pracovala ve vlastním fotografickém ateliéru (foto a reklamní studio). Během druhé světové války žila v Nowém Targu, kde pracovala ve fotografickém ateliéru "Strefa" . Od konce 40. let 20. století žila ve Varšavě, kde provozovala vlastní fotografické studio. V roce 1947 byla přijata jako řádná členka varšavského obvodu Svazu polských uměleckých fotografů. V roce 1956 se stala předsedkyní hlavní rady Svazu polských uměleckých fotografů. Tuto pozici zastávala až do roku 1958. V roce 1958 odešla do Kanady a usadila se v Torontu, kde pracovala ve vlastním fotografickém studiu.
Janina Mokrzycka byla autorkou jediné samostatné fotografické výstavy v Polsku (v Galerii Kordegarda - v roce 1957) a skupinových a soutěžních výstav, kde získala mnoho mezinárodních ocenění. V Torontu byla autorkou dvou samostatných výstav - v letech 1961 a 1964. Zvláštní místo v tvorbě Janiny Mokrzycké zaujímala fotografie aktů, portrétů a květin. Její fotografie (od jejího manžela) jsou ve sbírkách Institutu umění Polské akademie věd.

## Výstavy

### Samostatné výstavy
Podle zdroje:
- "Janina Mokrzycka - Fotografie" (Varšava 1957)
- "Ženy z Toronta" (Toronto 1961)
- "Tvář tanečnice" (Toronto 1964)

### Společné
V roce 2008 se v Národní galerii umění Zachęta ve Varšavě konala výstava Polské fotografky 20. století, která představila tvůrčí počiny padesáti polských dokumentaristek od 70. let 20. století, kde byly také prezentovány fotografie Janiny Mokrzycké. Mezi dalšími vystavujícími byly například: Małgorzata Apathy, Anna Beata Bohdziewiczová, Anna Brzezińska-Skarżyńska, Anna Chojnacka, Zofia Chomętowska, Maria Chrząszczowa, Maria Antonina Czaplicka, Irena Elgasová-Markiewiczová, Krystyna Gorazdowska, Helena Hartwigová, Joanna Helanderová, Wanda Herse, Halina Holas-Idziakowa, Irena Jarosińska-Małek, Irena Kummant-Skotnicka, Krystyna Łyczywek, Bożena Michaliková, Maria Kietlińska, Janina Mierzecka, Janina Mokrzycka, Anna Musiałówna, Zofia Nasierowska, Fortunata Obrąpalska, Julia Pirotte, Danuta Rago, Jadwiga Rubiśová, Zofia Rydetová, Jadwiga Wolska nebo Bolesława Zdanowska.